# Смоленсько-Рославльська операція
Смоленсько-Рославльська операція тривала з 15 вересня по 2 жовтня 1943 року, радянський наступ здійснювався з метою повного розгрому німецького угрупування на рославльському та смоленському напрямках, вибити противника з Рославля й Смоленська та створити передумови для наступу на Оршу та Могильов.

## Попереднє розташування та планування
Внаслідок Спас-Деменської та Єльнінсько-Дорогобузької операцій радянські сили завдали серйозних втрат 4-й та 9-й арміям групи армій «Центр» та на початку вересня вийшли до річок Устром й Десна, де були добре укріплені німецькі оборонні лінії. Після короткочасної підготовки Західний фронт поновив наступ.
Згідно з задумом радянського командування, війська мали здійснити цілий ряд фронтальних ударів та розчленувати німецькі сили й знищити їх окремо за співдії Калінінського фронту, що в тому часі здійснював Духовщинсько-Демидівську операцію. Головний удар — в центрі — мав здійснюватися силами 10-ї гвардійської, 21-ї та 33-ї армій загальним напрямком на Починок та Оршу. Допоміжні удари мали здійснюватися арміями правого крила — 5-та, 31-а й 68-а — на Смоленськ, ліве крило — частини 10-ї гвардійської та 49-ї — на Рославль.

## Перебіг бойових дій
15 вересня після початку наступу німецька оборонна лінія була подолана майже по всьому фронту, радянським частинам допомагали партизани. Німецьке військове керівництво змушено розпочинає відведення сил групи армій «Центр» в напрямку Смоленська. 16 вересня з'єднання 31-ї армії зайняли місто Ярцево, за 4 дні наступу війська центральної групи Західного фронту змогли заглибитися в німецьку оборону на 30-40 кілометрів, до 20 вересня червоноармійцями було здобуто 2 із 3 важливих оборонних пунктів на підступах до Смоленська. Після більш як тижневого наступу 23 вересня радянські частини перетнули залізничну та автомобільну дороги Смоленськ — Рославль поблизу міста Починок і оточили німецьке угрупування під Смоленськом з півдня; 164-та стрілецька дивізія зайняла Починок. 25 вересня з'єднання 5-ї та 31-ї армій форсують Дніпро та займають Смоленськ, підрозділи 10-ї армії — Рославль, до кінця дня просування від обласного центру в західному напрямку становило 10-20 кілометрів.
До 2 жовтня війська Західного фронту вийшли на рубіж східніше Чауса, де з наказу військового керівництва припинили наступальні дії.

## Наслідки
Глибина просування радянських військ вглиб німецької оборони внаслідок Смоленсько-Рославльської операції становила 135—145 км, повністю була зайнята Смоленська область і закладено підвалини визволення Білоруської РСР.
Сімдесятьом з'єднанням, що особливо відзначилися під час операції, були присвоєні почесні звання «Рославльських», «Смоленських» та «Ярцевських».